# Leadfoot
Leadfoot es un personaje ficticio del mundo de Transformers. Su afiliación es de los Autobots, forma un grupo Autobot llamado Wreckers.

## Transformers: Generación 2
Leadfoot es un miembro de los Wreckers, un grupo de Autobots clasificados como un último recurso para derrotar a los Decepticons, es un Autobot calmado y no tiene temor de morir, posee una gran artillería en su modo vehículo Lola T93/30 Indy car y tiene una gran capacidad de infiltrarse en los campos de la base enemiga a 180 kilómetros por hora.

## Películas live-action

### Transformers: el lado oscuro de la luna (2011)
En Transformers: el lado oscuro de la luna, Leadfoot es uno de los tres Autobots Wreckers, junto con Topspin y Roadbuster. Los tres son un grupo de Élite que se transforman en coches de NASCAR Sprint Cup Series de valores Chevrolet Impala;. Leadfoot tiene un modo alterno que usa el esquema de pintura blanco en el nº Juan Pablo Montoya, de 42 automóvil color rojo y gris. Aplica sus conocimientos de la ciencia para crear armas más grandes y más fuertes de los Autobots y sus aliados. Lleva Ametralladoras rotativas y está armado fuertemente. También se dice que es un gran amigo de Ironhide (Antes que fuese asesinado por el Autobot traidor Sentinel Prime), ya que es un miembro de los Autobots especialista en armas. 
Por dichos de la directora Charlotte Mearing, Leadfoot, Topspin y Roadbuster habían llegado con la segunda ola de Autobots a bordo de la nave Autobot, el Xantium, y rara vez se negaron salir de la base de la NASA debido a su actitud. Pasaban la mayor parte de su tiempo trabajando en la reparación de su nave, junto con algunos ingenieros humanos, incluyendo a Robert Epps.
Cuando Sentinel Prime anunció que la actual fuerza de ocupación de Autobots debía ser exiliada o la Tierra sería asediada por un gran número de Decepticons, los tres prepararon la nave para el lanzamiento y acompañaron a Optimus Prime. Ya los demás a bordo, enviaron a la nave a la atmósfera - Donde fue derribada por los misiles de Starscream, matando aparentemente a todos los Autobots a bordo. Sin desanimarse por esto, los aliados humanos de los Autobots intentaron sin embargo lanzar una incursión en Chicago asediada por Decepticons.
Afortunadamente para ellos, los Autobots no estaban realmente a bordo de la nave, y sólo habían fingido sus muertes con el fin de mantener a los Decepticons de seguimiento de su amenaza global. Leadfoot y los otros Wreckers entraron en acción inmediatamente, rescatando a Epps, Sam Witwicky y un grupo de soldados de un combatiente Decepticon y ejecutando al piloto. Leadfoot reveló que se habían escondido en el transbordador de Xantium, que se había separado momentos antes de la destrucción de la nave al caer en el Atlántico, afirmando que no iban a ninguna parte.
Mientras los Autobots exploraban una ruta hacia el edificio que contenía los pilares del puente espacial; Sentinel, Shockwave y su mascota Driller separaron a Optimus Prime de su remolque de armas. Optimus ordenó a Leadfoot y a los otros Wreckers que crearan una distracción para que pudiera recuperarla, y en sus carreras de carros blindados dispararon a Shockwave con sus ametralladoras hasta que se vieron obligados a retirarse, dejando atrás a Wheelie y Brains, que estaban con ellos. Después de que Optimus se hubiera enredado en los cables de un sitio de construcción, los Wreckers se dispusieron a liberarlo. Después de hacerlo, volvieron a la batalla, luchando contra un Decepticon de largos miembros. Después de la batalla, Leadfoot se paró con los otros supervivientes, aceptando que Cybertron se había ido y que la Tierra era su nuevo hogar.

### Transformers: la era de la extinción (2014)
Leadfoot aparece en Transformers: la era de la extinción. Después de la batalla de Chicago, la agencia "Cemetery Wind" de Harold Attinger fue encargada de cazar a los Decepticons sobrevivientes en la Tierra, pero también cazó a los Autobots en secreto. Leadfoot recibió un mensaje de Optimus Prime, instruyendo a todos los Autobots a no tener más contacto con los humanos, ya que estaban siendo atacados por estos. Leadfoot lo hizo, pero los agentes de Attinger finalmente lo alcanzaron. A pesar de intentar razonar con sus atacantes e intentar pelear, Leadfoot fue brutalmente asesinado, y los materiales de su cuerpo fueron cosechados por KSI.
Cade Yeager más tarde encontró un drone de Cemetery Wind sobre la muerte de Leadfoot, y se lo mostró a los Autobots sobrevivientes. Al ver las imágenes, Hound se quitó su casco y lo sostuvo sobre su chispa en respeto a su amigo caído, amargamente maldiciendo a los humanos responsables como "salvajes". Tan profundamente herido que tuvo que alejarse de las imágenes, Optimus Prime decidió que bastaba: revocaría su voto de nunca mataría a los humanos, pero para Attinger, pagara por sus atrocidades con su vida. Optimus hizo bien con ese voto cuando mucho más tarde, mató a Attinger y Lockdown en la batalla. 

### Transformers: The Last Knight (2017)
La cabeza de Leadfoot forma parte ahora del cuerpo de Topspin, uno de sus compañeros Wreckers. Topspin se encontraba escondido en Cuba junto a Roadbuster y Seymour Simmons (John Turturro). NOTA: Se ha hecho la especulación de que en realidad Topspin es Leadfoot disfrazado o posiblemente la cabeza va formando parte de cada líder que resulta entre los Wreckers o muy seguramente solo fue un error de edición.